# Lijst van Eerste Kamerleden voor Volt
Een overzicht van alle Eerste Kamerleden voor Volt Nederland (Volt).
| Kamerlid         | Begindatum   | Einddatum |
| ---------------- | ------------ | --------- |
| Eddy Hartog      | 13 juni 2023 |           |
| Gaby Perin-Gopie | 13 juni 2023 |           |